# 澪クリエーション
株式会社澪クリエーション（みおクリエーション）は、日本の芸能事務所。主に俳優・声優・ナレーターのマネージメントを行っている。
アーツビジョンのグループ会社。

## 所属俳優・声優

### 男性
- 東康隆
- 井上裕基
- 魚住優洋
- 桑原和也
- 近藤知史
- 園田千桃
- 田中良明
- 三河諒久
- 森川鉄矢
- 山元亮弥

### 女性
- 家山美祈
- 伊藤るび
- 梅本奈己峰
- 岡村理恵子
- 奥重亜由美
- 垣尾麻美
- 川内田有美
- 木野智香
- 合田温子
- 内藤御子
- 中川幸
- 芳賀沙侑美
- 秦真由美
- 比江島葉月
- 藤岡優子
- mayu
- 元武ゆう
- 森田有美
- 山﨑るい

## かつて所属していた声優

### 男性
- 竹内良太（現所属：青二プロダクション）

### 女性
- 早水リサ（現所属：アーツビジョン）